# 新興 (宜蘭縣壯圍鄉)
新興，是台灣宜蘭縣壯圍鄉的一個傳統地域名稱，位於該鄉東南部。相較於今日行政區，其範圍大致為新南村東北部。

## 歷史
台灣清治末期，新興地區為一街庄，稱為「新興庄」，隸屬於民壯圍堡。該庄昔日北及東隔宜蘭河與公館庄、廍後庄為界，南與霧罕庄、南興庄為鄰，西邊為美福庄、壯五庄。
1901年（日治明治三十四年）11月，廢縣廳改設二十廳，該庄隸屬於宜蘭廳，編入第十六區。1905年（明治三十八年）7月，該區改名「民壯圍區」。1909年（明治四十二年）10月，合併二十廳為十二廳，該庄仍隸屬於宜蘭廳。1920年（大正九年），廢十二廳改設五州二廳，該庄改制為「新興」大字，隸屬於臺北州宜蘭郡壯圍庄。
戰後壯圍庄改制為壯圍鄉，隸屬於臺北縣，大字亦改制為村。1950年10月，北、基、宜分治，壯圍鄉改隸屬於宜蘭縣。

## 聚落
本地區發展較早的聚落為新興，在日治期初期的官方地圖上已有記載。

## 交通
鄉道宜7線是竹安至新南的道路，大致以北北東—南南西走向經過本地區西南部邊界地帶。由該道路向北北東可前往壯五東南部、公館西部、壯六東部、十三股、古亭笨東部、新發、車路頭東南部、塭底、大塭東南端並止於鄉道宜4線路口，向南南西可前往南興並止於鄉道宜16線路口。
鄉道宜20線是下壯五至東港的道路，大致以西北—東南走向經過本地區。由該道路向西北轉北北西可前往下壯五並止於省道台7線路口，向東南轉東南東可前往霧罕北部、廍後並止於省道台2線路口。